# Radical Chic (quadrinhos)
Radical Chic é uma personagem brasileira de quadrinhos criada pelo cartunista Miguel Paiva em 1982 para a revista Domingo, suplemento dominical do Jornal do Brasil.
Radical Chic é uma mulher de cerca de trinta anos preocupada com a realidade e também com a própria felicidade. Seu nome foi inspirado na expressão cunhada pelo jornalista estadunidense Tom Wolf para se referir às pessoas que, nos anos 1960 e 1970, se dividiam entre a vida mundana e o compromisso social.
As tiras cômicas da personagem foram publicadas por diversos jornais e revistas (incluindo um encarte especial na revista feminina Nova) por cerca de quatro décadas e também foram compiladas em diversos livros, incluindo O Livro de Pensamentos da Radical Chic, publicado em 2001 pela editora Record, no qual a personagem é "autora" de diversas frases irônicas sobre assuntos como dieta, amor, homens e o Rio de Janeiro.
Em 1993, a personagem participou de um "ensaio" para a revista Playboy, no qual foi desenhada nua de forma semelhante aos ensaios fotográficos tradicionais da publicação. No mesmo ano se tornou protagonista de um programa de TV homônimo na Rede Globo, no qual era vivida pela atriz Andréa Beltrão. Entre outros projetos, também teve um jogo, atuou em campanhas de marketing e foi protagonista de uma cartilha do Ministério da Saúde para uma campanha contra a Aids.
Embora ainda seja republicada regularmente, Miguel Paiva "aposentou" a personagem e não cria novas histórias com ela, afirmando que nos dias atuais não faz mais sentido uma personagem como ela sendo escrita por um homem. Em seu livro Memória do Traço, lançado em 2019 e no qual fala sobre sua carreira e suas criações, o cartunista afirma que Radical Chic hoje "hoje mora num sítio em Mauá, onde passa a vida fumando maconha e fazendo sexo".
Em 2020, a personagem foi homenageada pelo Troféu HQ Mix ao ser escolhida como modelo para o troféu de sua 32ª edição. O troféu muda a cada ano, representando sempre um diferente personagem importante para os quadrinhos brasileiros.